# Meta Tracker
Meta Tracker, meestal afgekort als Tracker, is een vrij programma dat zoekt in bestanden en mappen en is beschikbaar voor Unix-achtige besturingssystemen. Er zijn Nautilus- en Totem plug-ins. Het programma is geschreven in C, voldoet aan de normen van freedesktop.org en ondersteunt UTF-8. Het programma is in meerdere talen beschikbaar.

## Functies
- Full text-zoeken
- Bestandsnotificatie voor realtime updates

## Onderdelen
- SQL-database
- Indexeerder
- Zoekapplicatie (Command-line-interface, tracker-search genaamd)
- Zoekapplicatie (Grafische gebruikersinterface, gebaseerd op GTK+, tracker-search-tool genaamd)